# Баскервилското куче
Баскервилското куче (на английски: The Hound of the Baskervilles) е роман бестселър на писателя Артър Конан Дойл. Първоначално е публикуван като поредица от епизоди в списанието „Strand“ от август 1901 до април 1902 година, по-късно издаден като роман през 1903 година.

## Сюжет
Внимание:  Текстът по-долу разкрива сюжета на произведението (или части от него)!
Към Шерлок Холмс за помощ се обръща д-р Джеймс Мортимър. В началото на посещението си той прочита на Холмс и Уотсън старинен ръкопис за дяволското куче, което преследва рода Баскервил. Имало едно време благородник на име Хюго Баскервил, който преследвайки отвлечена от него девойка, се заклева да даде своята душа на дявола. И когато Хюго настига нещастното момичето в мочурището, бива разкъсан от чудовищно, светещо в тъмното призрачно куче.
Холмс приема тази легенда с пълно безразличие, но д-р Мортимър обяснява, че трагично е починал сър Чарлз Баскервил, в близост до тялото му докторът е открил следи от огромно куче. Холмс предполага, че д-р Мортимър го моли да разследва мистериозен случай, но той иска само съвет. В Лондон от Канада пристига племенникът на покойния сър Чарлз, сър Хенри Баскервил, и докторът не знае как да му обясни произшествието. Холмс го моли за време да размисъл и предлага на д-р Мортимър със сър Хенри да се върне утре на Бейкър Стрийт, за да решат окончателно всичко.
На следващия ден при Холмс идват сър Хенри и сър Мортимър. Сър Хенри чува разказа за всички загадъчни и трагични обстоятелства около смъртта на чичо му. Освен това сър Хенри разказва, че при пристигането му в Лондон с него са се случили два странни инцидента. Първо, от хотела са изчезнали обувките му, и второ, сър Хенри е получил анонимно писмо, в което го молят да не отива в родовото имение на Баскервил и да стои колкото се може по-далеч от торфените блата. Писмото е съставено от изрязани от вестник „Таймс“ думи.
Въпреки това сър Хенри решава да отиде в имението на Баскервил. Холмс предлага Уотсън да придружи сър Баскервил, тъй като Холмс има спешна работа и не може да напусне Лондон. Веднага след напускането на д-р Мортимър и сър Хенри, Холмс предлага на Уотсън незабелязано да ги последват. Логиката на Холмс е проста: Сър Хенри не е казвал на никого в кой хотел ще отседне, но писмото с предупреждението е изпратено до него точно там, значи някой го следи. Догадката на Холмс се потвърждава блестящо: някой, с голяма черна брада, следи сър Хенри, обаче да го задържат, не успяват. Холмс изпраща своя помощник да намери в хотелите останките на вестника, от който са изрязани думите, но никъде нищо не е намерено.
По пътя към семейното имение на сър Хенри – Баскервил Хол, Холмс и Уотсън научават, че от намиращия се недалеч от имението Баскервил затвор е избягал престъпник на име Селдън. Това е опасен убиец, чиито престъпления е разследвал и Шерлок Холмс.
Пристигайки в Баскервил Хол, Уотсън се среща със слугите в къщата. Това са иконома Баримор и съпругата му. Двойката предизвиква подозрения у Уотсън. Първо, Баримор има голяма черна брада, което го прави много подобен на човека, който е проследил сър Хенри в Лондон. И на второ място, съпругата Баримор плаче през нощта, но старателно се крие.
Скоро, по време на разходка, Уотсън се запознава с Джак Степълтън, любител ентомолог. Той запознава Уотсън със сестра си Берил. Тя, припознавайки първоначално Уотсън за сър Хенри, започва да го убеждава, скрито от брат си, да се върне в Лондон. Когато се оказва, че Уотсън не е сър Баскервил, мис Степълтън обяснява молбите си със страх за живота на сър Хенри.
Когато семейство Степълтън се запознава със сър Хенри Баскервил, той започва да ухажва мис Степълтън. По време на една от срещите на сър Хенри с мис Степълтън, брат ѝ си почти се нахвърля върху сър Хенри, настоявайки да остави сестра му на мира.
Уотсън продължава да следи семейство Баримор. Подозирайки, че те замислят нещо лошо, Уотсън и сър Хенри забелязват иконома, когато той дава светлинни сигнали на някого през прозореца. Оказва се, че избягалият убиец Селдън е брат на съпругата на Баримор, а сигналите на Баримор указват мястото, където му оставят храна. Уотсън и сър Хенри обещават на Баримор и съпругата му да не съобщават на полицията, но категорично изискват Селдън възможно най-скоро да напусне Англия. За благодарност на това им отношение те казват на Уотсън каква е причината сър Чарлз Баскервил да излезе вечерта при Гримпенското мочурище. Оказва се, че той е получил писмо от жена с инициали Л.Л. с молба за среща. Уотсън установява, че тази жена е Лаура Лайънс. В разговор с нея Уотсън научава, че тя е искала пари от сър Чарлз за развод, но последния път, тя е анулирала срещата, защото някой друг е решил да ѝ помогне.
Неочаквано интересни факти Уотсън получава от г-н Франкланд, стар чудак, който непрекъснато оглежда околностите чрез голям телескоп. Франкланд съобщава на Уотсън, че видял момче, което носи храна на някой в мочурището. Старецът мисли, че тя е за избягал затворник. Уотсън знае, че храната за Селдън носи Баримор, и предполага, че в тресавището се крие някой друг.
Уотсън решава да открие мистериозния човек. Той намира убежището му и организира засада. За безкрайна изненада на Уотсън този човек се оказва самия Шерлок Холмс. Той от доста време, незабелязано от всички, живее в Гримпенското мочурище и провежда собствено разследване. Холмс казва на Уотсън, че благодарение на информация, която той му е дал за Степълтън, Холмс е убеден, че престъпникът е Степълтън. Жената, която той представя за своя сестра, всъщност е негова съпруга, а Степълтън я използва като примамка за сър Хенри.
Изведнъж, докато говорят Холмс и Уотсън чуват пронизителни човешки викове и кучешко ръмжене. Те бързат до мястото, откъдето се чуват виковете за помощ и намират тялото на човек приличащ на сър Хенри. При щателния оглед на трупа, Холмс и Уотсън виждат, че това е Селдън, който е облечен с коженото палто на сър Хенри. Сър Хенри е подарил това палто на Баримор, а той го е дал на Селдън. Изведнъж при тях идва Степълтън, който също мисли, че е загинал сър Хенри, но Холмс му обяснява, че това не е така. Освен това Холмс казва на Степълтън, че с Уотсън се връщат в Лондон, и тъй като той не е открил никакви доказателства, прекратява разследването.
Пристигайки в Баскервил Хол Холмс казва на сър Хенри и Баримор за това какво се е случило. Вниманието на Холмс изведнъж е привлечено от портретите на предците от рода Баскервил, особено от портрета на самия злодей Хюго Баскервил. Холмс закрива с ръце шапката и дългата коса на портрета, и Уотсън с изненада вижда пред себе си лицето на Степълтън. Очевидно е, че "Джак Степълтън” също е от рода Баскервил. Сега за Холмс става ясен мотива за планираното престъпление: в случай на смърт на сър Хенри цялото богатство ще наследи именно Степълтън.
Холмс и Уотсън се преструват, че тръгват за Лондон. Преди да отпътуват Холмс настоятелно уговаря сър Хенри задължително да посети вечерта къщата на Степълтън, и да се върне сам и пешком. Вечерта Холмс, Уотсън и дошлия от Лондон инпектор Лестрейд устройват засада. Малко след като по пътеката през тресавището минава сър Хенри след него пробягва огромно черно куче, което свети в тъмното. Кучето напада обезумелия от страх сър Хенри, но притеклия се на помощ Холмс убива кучето с пет изстрела от револвера. Оглеждайки трупа на животното Холмс открива, че козината на кучето е покрита с някаква светеща фосфорна намазка.
Влизайки в къщата на Степълтън, Холмс, Уотсън и Лестрейд намират само съпругата му, пребита и вързана. Престъпникът, осъзнавайки, че кучето му е убито, е избягал в скривалището си, намиращо се в една изоставена мина. На следващия ден г-жа Стейпълтън показва пътя до мината, разположена в средата на Гримпенското мочурище. Холмс, Уотсън и Лестрейд оглеждат хамбара, където Стейпълтън е държал кучето, и намират една от обувките, които са били откраднати от сър Хенри в лондонския хотел. Никакви следи от Степълтън не са намерени и Уотсън предполага, че престъпникът се е удавил в тресавището, загубвайки се в гъстата мъгла. A Холмс добавя, че никога не е срещал по-опасен престъпник, какъвто е бил Степълтън ...
| „ | – Аз казах това в Лондон, Уотсън, и пак ще повторя: никога не ни се е случвало да преследваме човек, по опасен от този, който сега лежи там – и той протегна дългата си ръка към огромната, изпъстрена със зелени петна тинеста шир, която се простираше в далечината, за да се слее накрая с червеникавокафявите торфени склонове. | “ |

След претърпелия нервен шок сър Хенри сериозно заболява. Но след добро лечение и околосветско пътешествие с придружител д-р Мортимър, сър Хенри напълно се възстановява.
Много по-късно, Холмс обяснява на Уотсън логиката на неговото разследване. Узнавайки, че са изчезнали обувките на сър Хенри, Холмс се досеща, че няма никакво „дяволско“ куче. Кучето е реално и живо, и с цел да намери сър Хенри, му дават да помирише неговите обувки. След това, с помощта на Уотсън, Холмс установява, че Степълтън не е този, за който се представя, и че е направил едно престъпление и се готви да извърши друго. За известно време Холмс не разбира мотивите на престъпната дейност на Стейпълтън, но портретът на Хюго Баскервил окончателно изяснява всичко. Степълтън може да бъде заловен само на местопрестъплението, заради което Холмс е трябвало да използва сър Хенри като примамка, излагайки живота му на сериозна опасност. Но всичко минава благополучно.

## Адаптации
Книгата многократно е адаптирана за театъра, радиото, телевизията и киното.
| Година | Наименование                              | Страна         | Режисьор         | Шерлок Холмс       | д-р Уотсън'     |
| ------ | ----------------------------------------- | -------------- | ---------------- | ------------------ | --------------- |
| 1920   | Das dunkle Schloß                         | Германия       | Вили Зейн        | Ойген Бург         |                 |
| 1920   | Das Haus ohne Fenster                     | Германия       | Вили Зейн        | Ерих Кайзер-Тиец   |                 |
| 1920   | Dr. MacDonalds Sanatorium                 | Германия       | Вили Зейн        | Ерих Кайзер-Тиец   |                 |
| 1921   | The Hound of the Baskervilles             | Великобритания | Морис Елвей      | Ейли Норууд        | Хюбърт Уилис    |
| 1929   | Der Hund von Baskerville                  | Германия       | Рихард Освалд    | Карлайл Блекуел    | Георг Сероф     |
| 1932   | The Hound of the Baskervilles             | Великобритания | Гарет Гъндри     | Робърт Рендъл      | Фредерик Лойд   |
| 1936   | Der Hund von Baskerville                  | Германия       | Карл Ламач       | Бруно Гюнтер       | Фриц Одемар     |
| 1939   | The Hound of the Baskervilles             | САЩ            | Сидни Ланфийлд   | Базил Ратбоун      | Найджъл Брюс    |
| 1955   | Der Hund von Baskerville                  | ФРГ            | Фриц Умгелтер    | Улф Аква           | Арнулф Шрьодер  |
| 1959   | The Hound of the Baskervilles             | Великобритания | Терънс Фишър     | Питер Кушинг       | Андре Морел     |
| 1968   | The Hound of the Baskervilles             | Великобритания | Греъм Еванс      | Питър Кушинг       | Найджъл Сток    |
| 1971   | Собака Баскервилей                        | СССР           | А. Ф. Зиновева   | Николай Волков     | Лев Круглий     |
| 1972   | The Hound of the Baskervilles             | САЩ            | Бари Крейн       | Стюарт Грейнджър   | Бърнард Фокс    |
| 1978   | The Hound of the Baskervilles             | Великобритания | Пол Мориси       | Питър Едвард Кук   | Дъдли Мур       |
| 1981   | Собака Баскервилей                        | СССР           | Игор Масленников | Василий Ливанов    | Виталий Соломин |
| 1982   | The Hound of the Baskervilles             | Великобритания | Питър Дюгуид     | Том Бейкър         | Терънс Ригби    |
| 1983   | The Hound of the Baskervilles             | Великобритания | Дъглас Хичкок    | Ян Ричардсън       | Доналд Чърчил   |
| 1988   | The Hound of the Baskervilles             | Великобритания | Браян Милс       | Джеръми Брет       | Едуард Хардуик  |
| 1998   | The Hound of the Baskervilles (BBC)       | Великобритания | Енид Уилямс      | Клайв Мерисън      | Майкъл Уилямс   |
| 2000   | The Hound of the Baskervilles             | Канада         | Родни Гибънс     | Мат Фрюър          | Кенет Уелш      |
| 2002   | The Hound of the Baskervilles             | Великобритания | Дейвид Атууд     | Ричард Роксбург    | Ян Харт         |
| 2011   | The Hounds of the Baskerville             | Великобритания | Пол Макгахан     | Бенедикт Къмбърбач | Мартин Фрийман  |
| 2016   | Hounded (епизод от „Елементарно, Уотсън“) | САЩ            | Рон Фортунато    | Джони Лий Милър    | Луси Лиу        |

## Галерия
Снимки на торфените тресавища край реката Суинкомб, за които се счита, че са вдъхновили писателя Артър Конан Дойл за създаването на Гримпенското мочурище.